# هادی پاکزاد
هادی پاکزاد (۳ دی ۱۳۶۱ – ۶ خرداد ۱۳۹۵) آهنگ‌ساز، نویسنده، خواننده و ترانه‌سرای موسیقی آلترنتیو راک بود.

## فعالیت هنری

او از سال ۱۳۸۱ فعالیت‌های خود را در حوزهٔ موسیقی آغاز کرد و نخستین آلبوم رسمی‌اش به نام تاریکی دی ماه سال ۱۳۹۴ روانه بازار موسیقی کشور شد.
هادی پاکزاد از خواننده‌های راک و آلترناتیو در ایران است. قبل از این که با موسیقی درگیر شود به اشعار کلاسیک و نوشته‌های فلسفی علاقه‌مند بود. در سال ۲۰۰۰، بعد از کسب تجربهٔ یادگیری پیانو و گیتار، در یک استودیوی خانگی و با کمک موسیقیدان‌های محلی شروع به تولید اولین آلبومش می‌کند. تمام اشعار آهنگ‌های این آلبوم توسط خودش سروده شده و به خاطر نبود جو فرهنگی مناسب اسم این آلبوم را «سرزمین وحشت» می‌گذارد. خیلی زود هم به خاطر سبک منحصر به فردش معروف می‌شود.
پس از آن «سرزمین وحشت» در اولین اجرای زندهٔ هادی پاکزاد در دیماه ۱۳۸۲ در سالن سیمرغ مشهد روی سن رفت و همین‌طور ویدئو قطعهٔ «در یاد» به کارگردانی جواد جلالی در بهمن ۱۳۸۳ ضبط و مدتی بعد از شبکهٔ پی‌ام‌سی پخش شد.
وی پس از این که با حمایت طرفدارهایش مواجه می‌شود، آلبوم دومش را با تیمی حرفه‌ای و در استودیوای در تهران ضبط می‌کند. در سال ۲۰۰۵ دو کنسرت رسمی و بزرگ در مشهد برگزار می‌کند. در همین سال آلبوم دوم خودش را با نام «زندگی زیر زمین» بیرون می‌دهد. همچنین در همین ایام، ویدئو کلیپ «در یاد» برای دومین بار از شبکه‌های مختلف ماهواره‌ای پخش می‌شود.
آلبوم سوم هادی پاکزاد هم در آخرین ماه سال ۲۰۰۷ منتشر شد؛ نام این آلبوم «دکتر» است و خودش در مورد این آلبوم می‌گوید: «موضوع ترانه‌های آلبوم «دکتر» را یک سالی هست که از ذهنم میگذرونم. اگر فرض کنیم همه ما اوقاتی از زندگیمون رو با بالغ درون و اوقاتی رو با کودک درون نقش بازی می‌کنیم. بالغ ما همون دکتر این داستان و کودک درونمون همون بیمار این قصه است. ترک‌های مختلف آلبوم هر یک از زبان یکی از این دو شخصیت درونی ما بوده و مجموع آلبوم نیز گفتگوی بین این دکتر و بیمار است. سبک آلبوم دکتر کاملاً آلترنیتیو است.
دو آلبوم بعدی او به نام افلاطون و برای چهار به ترتیب در سال‌های ۲۰۰۹ و ۲۰۱۰ به صورت زیرزمینی منتشر شدند.
پس از این دو آلبوم یک Ep از هادی پاکزاد با نام آخرین آهنگ‌ها (۲۰۱۱) منتشر شد که در ادامه و با اضافه شدن چند قطعهٔ جدید به ارتباط با کرها (۲۰۱۲) تغیر نام داد. آخرین آلبوم بدون مجوز او گورستان ایستاده در سال ۲۰۱۳ از او منتشر شد.
آلبوم تاریکی مجموعه‌ای از آلبوم‌های گذشته هادی بود که در دی‌ماه سال ۱۳۹۴ جواز نشر گرفت.

## درگذشت

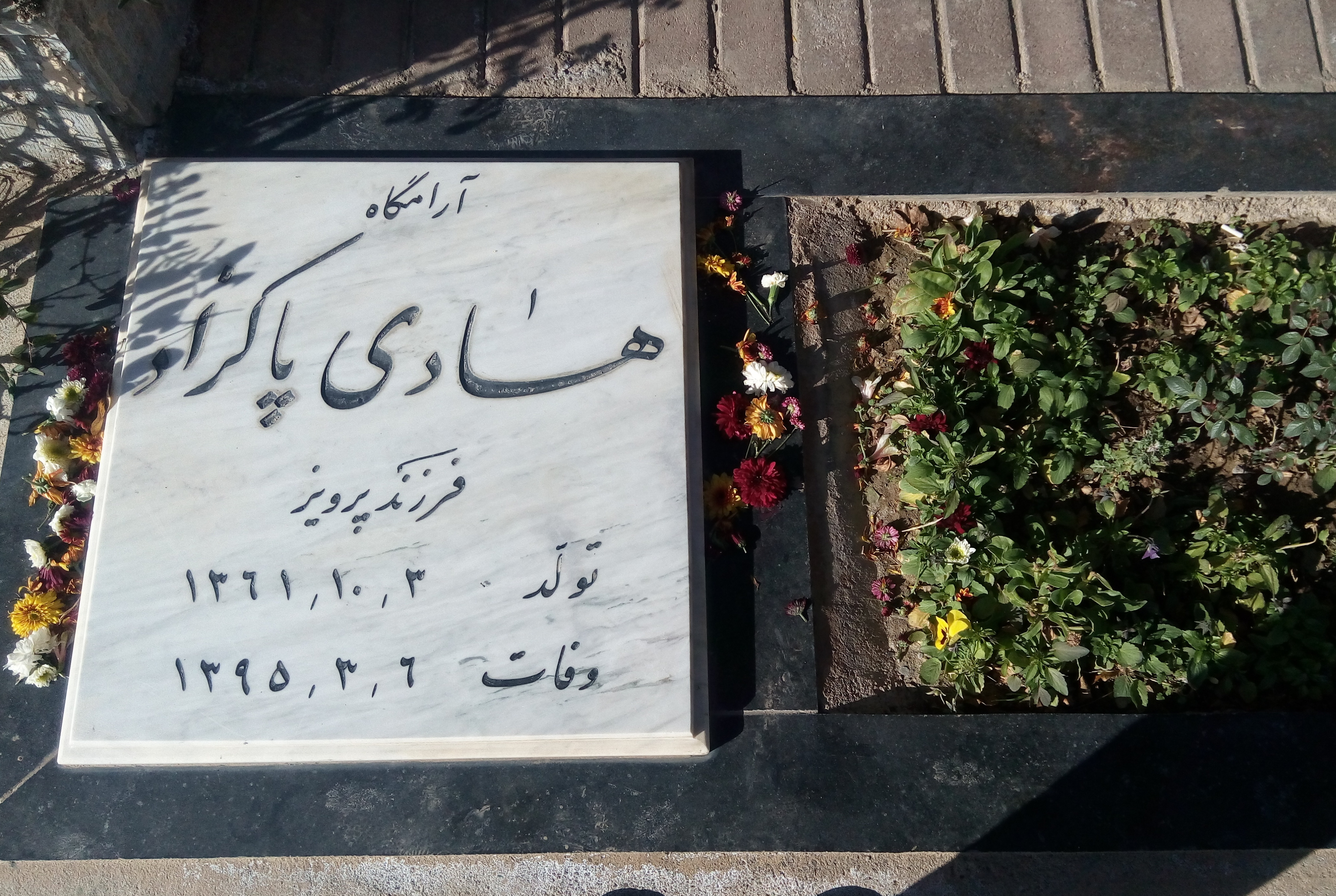
سنگ قبر هادی پاکزاد

هادی پاکزاد در روز ۶ خرداد ۱۳۹۵ در سن ۳۳ سالگی درگذشت. برخی خبرگزاری‌ها علت مرگ او را خودکشی اعلام کردند. چند روز پس از مرگ او، آلبوم «تاریکی» در میان پرفروش‌ترین آلبوم‌های موسیقی در اینترنت قرار گرفت.

### واکنش‌ها به مرگ وی
مسعود فیاض‌زاده، آهنگ‌ساز آثار هادی پاکزاد در این مورد گفت: «من از روزی که این اتفاق افتاده، هرگز حاضر نشده و نیستم دربارهٔ هادی حرفی بزنم. ما سال ۸۰ با هم آشنا شدیم. قرار تمرین گذاشتیم و به چند اجرا در مشهد هم رسیدیم. بعد از آن به تولید و انتشار موسیقی روی آوردیم. هادی بسیار باانگیزه و جسور بود و همه کارها را یک‌نفره پیش می‌برد. مهم این است که او به انتخاب خودش دیگر بین ما نیست و باقی صحبت‌هایی که دربارهٔ او مطرح می‌شود، زیاد برای من اهمیت ندارند.»

## سبک موسیقی
هادی پاکزاد در آخرین گفتگوی خود با سایت «موسیقی ما» گفته بود: «وقتی در جشن رونمایی آلبومم برای اولین بار بعد از سال‌ها با عده‌ای از شنوندگان آثارم روبرو می‌شدم، خانمی جلو آمدند و گفتند مدتی‌ست که من را روی شبکه‌های اجتماعی دنبال می‌کردند و به تازگی متوجه شدند که من اصلاً خواننده‌ام. گفتند فقط نوشته‌های من را در فضای مجازی دنبال می‌کردند و مشابه این اتفاق در طول فعالیت‌های من بسیار بوده که آدم‌ها می‌گفتند که «شعر» های کارهایم را دوست دارند. گاهی حس می‌کنم منظورشان این است که احتمالاً مشکلی با بافت موسیقی دارند و محتمل‌تر این است که منظورشان این است که: صدایم را دوست ندارند. بله کارهای من مضمون محور (شعر محور) اند. دقیقاً مفهومی که در متن سؤال شما هست یعنی تکیه زیاد آثار روی کلام، روی آثار من صدق می‌کند. اما به این معنی که موسیقی پیرامون یک شعر و کانسپت ساخته می‌شود، مثل موزیک فیلم! یا اینکه صدای خواننده رل آن شعر یا مضمون را بازی می‌کند، مثل یک تک‌گویی. البته اینکه مسعود (فیاض‌زاده) چه آهنگی برای شعرم می‌نویسد و چقدر خوب و منطبق بر آن است یا اینکه من چقدر وقت خواندن نقش نوشته‌هایم را خوب بازی می‌کنم، می‌تواند مثل همه آثار هنری دیگر دنیا که منتقدان کیفی و تکنیکی و هم سلیقه‌ای و لمسی خودش را داشته باشد و من می‌پذیرم. اما اگر منظور کسی این باشد که آقا موسیقی مهم‌تر است یا اصلاً تو خواندن را کنار بگذار کارهایت را بنویس بده دیگری بخواند، به‌طور واضح رویکرد منتقدانه خوبی نیست و من سخت با هر دو مخالفم.»
آثار هادی پاکزاد که تماماً از سروده‌های خودش بود، عموماً سوژه محور و اصطلاحاً مفهومی بودند و در این روند بافت موسیقی ویژه‌ای را دنبال نمی‌کرد. هرچند عموم آثار او در چارچوب موسیقی الکترونیک و آلترناتیو گنجانده شده بود.

## آلبوم‌شناسی
- تاریکی (۱۳۹۴)[۱۶]
- گورستان ایستاده
- ارتباط با کرها (۱۳۹۱)
- آخرین آهنگ‌ها (۱۳۹۰)
- برای چهار (۱۳۸۸)
- افلاطون (۱۳۸۷)
- دکتر (۱۳۸۵)
- زندگی زیر زمین (۱۳۸۴)
- سرزمین وحشت (۱۳۸۱)[۵][۱۷]

## ترانه‌ها[۱۸]
| 1. بهار 2. در یاد 3. مرا می‌بینی 4. I (من) 5. آشفته 6. دقیقه‌ها 7. گل پرپر 8. صفحه آخر 1. فرار آخر 2. اُ منفی 3. استراق سمع 4. شعبده 5. اعتصاب 6. زندگی بسته‌ای 7. از مه تا وضوح 8. گورستان ایستاده 9. کسی که می‌خواستم باشم 10. کجایی‌ام | 1. چیزی نیست 2. تاریک 3. کتاب 4. خط قرمز 5. دلم برای صورتت تنگ شده 6. دکتر 7. پیله‌های شیشه‌ای 8. آدم معمولی 1. شیمی مصنوعی 2. ارتباط با کرها 3. موسیقی زرد 4. کلید انفجار 5. اقیانوس انزوا 6. مردم 7. روح آزاد 8. گناه طبیعت 9. رز مشکی 10. چشمه‌های جیوه 11. زاناکس 12. اتفاق خوب 13. هیچ چیزی بهتر نمیشه | 1. من لعنتی 2. پس من چی 3. فرشته مرگ 4. مجبور نبودی 5. زمین 6. شطرنج 7. گل دلفریب 8. سپهر 1. اسلحه 2. دلم برای خودم تنگه 3. یعنی چه 4. فرشته سرد 5. پستچی 6. و 7. دانشمند 8. پایان 9. برای چهار | 1. آدم آهنی 2. واسه من یا واسه اونا 3. اون مادرمه 4. قانون 5. آفت ریشه 6. زندگی زیر زمین 7. زندون شیشه ای 8. اکستازی - ترانه زاناکس - سیب باد - رؤیای آبی - ترانه روبان سبز - کابالا - تکامل داروینی‌ام - ماشین انتقام - تبسم - هنوزهم - زمستون |